# إنريكي بايز
إنريكي بايز (بالإسبانية: Enrique Báez)‏ هو لاعب كرة قدم أوروغواياني في مركز الهجوم، ولد في 16 يناير 1966 في سانت لوسيا في الأوروغواي. شارك مع منتخب الأوروغواي لكرة القدم. أما مع النوادي، فقد لعب مع أوستريا فيينا وتاليريس ومونتيفيديو واندررز ونادي كوليون وناسيونال مونتيفيديو.

## وصلات خارجية
- إنريكي بايز على موقع قاعدة بيانات كرة القدم.إي يو (الإنجليزية)
- إنريكي بايز على موقع ناشيونال فوتبول تيمز (الإنجليزية)